# Anders Holm (musiker)
Anders Holm, född den 13 juli 1963, är en svensk musiker och kompositör som spelat i ett flertal rockband samt komponerat filmmusik.

## Karriär som musiker
Anders Holm var redan under tonåren medlem i  Transmission, en grupp som gjorde ett par singlar. Gruppens sångare Sebastian Håkansson valde att gå med i Alien Beat och dit anslöt i ett senare skede också Holm. Efter att Alien Beat splittrats bildade Holm gruppen Thirteen Moons tillsammans med Göran Klintberg.
Anders Holm har varit verksam både som basist (Transmission och Alien Beat) och gitarrist (Thirteen Moons).

## Filmmusik
Vid sidan av sitt eget musicerande har Anders Holm skrivit och arrangerat filmmusik. De filmer där han står som kompositör är G – som i gemenskap (1983),  Rosen (1984) (tillsammans med Måns Edwall) och Rött rum (1994).